# بیولا ولی (کلرادو)
بیولا ولی (به انگلیسی: Beulah Valley) یک منطقهٔ مسکونی در ایالات متحده آمریکا است که در شهرستان پوبلوو، کلرادو واقع شده‌است. بیولا ولی ۲۸۵٫۵ کیلومتر مربع مساحت و ۵۵۶ نفر جمعیت دارد و ۱٬۸۸۱ متر بالاتر از سطح دریا قرار دارد.